# Secretaria d'Estat d'Afers Exteriors
La Secretaria d'Estat d'Afers Exteriors (SEAEX) és una secretaria d'estat d'Espanya depenent del Ministeri d'Afers Exteriors, Unió Europea i Cooperació d'Espanya que s'encarrega de la formulació i execució de la política exterior en els seus plantejaments i objectius globals, així com en la seva concreció per a les diferents àrees geogràfiques i temàtiques. Fou creada el 1979

## Funcions
A la Secretaria d'Estat li competeix:
- La coordinació i el seguiment de la participació d'Espanya en la Política Exterior i de Seguretat Comuna de la Unió Europea, inclosa la Política Comuna de Seguretat i Defensa.
- La formulació i execució de la política exterior corresponent al sistema de Nacions Unides i els organismes internacionals.
- Portar els assumptes internacionals de terrorisme, de seguretat internacional i construcció de la pau, i les operacions de manteniment de la pau, la no proliferació nuclear i el desarmament, i els drets humans.
- La formulació i execució de la política exterior d'Espanya a les àrees geogràfiques de Europa Oriental, Magrib, Àfrica, Mediterrani, Orient Pròxim, Amèrica del Nord, Àsia i Pacífic.
- La gestió, coordinació i seguiment, en l'àmbit de les seves competències, de les contribucions obligatòries a organismes internacionals i per a operacions de manteniment de la pau. En l'àmbit de les seves competències, executa el pressupost per a contribucions voluntàries a organismes i institucions internacionals, i altres aportacions a entitats i per a activitats vinculades a la política exterior.

## Estructura
De la Secretaria d'Estat d'Afers exteriors depenen els següents òrgans directius:
- La Direcció general de Política Exterior i de Seguretat.
- La Direcció general de Nacions Unides i Drets Humans.
- La Direcció general pel Magrib, Mediterrani i Orient Pròxim.
- La Direcció general per a Àfrica.
- La Direcció general per a Amèrica del Nord, Àsia i Pacífic.
- La Direcció general de Relacions Econòmiques Internacionals

Alhora, de les citades Direccions generals dependran els Ambaixadors en Missió Especial que es designin en els respectius àmbits competencials.
Com a òrgan de suport polític i tècnic del titular de la Secretaria d'Estat existeix un Gabinet, amb nivell orgànic de Subdirecció General.

## Llista de Secretaris d'Estat d'Afers Exteriors
- Carlos Robles Piquer (1979-1981).
- Gabriel Manueco (1981-1982).
- Miquel Nadal Segalá (2000-2002)
- Ramón Gil-Casares Satrústegui (2002-2004)
- Bernardino León Gross (2004-2008)
- Juan Pablo de Laiglesia y González de Peredo (2009-2010).
- Juan Antonio Yáñez-Barnuevo García (2010-2011)
- Gonzalo de Benito Secades (2012-2014)
- Ignacio Ybáñez Rubio (2014-2017)
- Ildefonso Castro López (2017-2018)
- Fernando Martín Valenzuela Marzo (2018-2021)[3]
- Ángeles Moreno Bau (2021-actualitat)[4]